# Rhytiphora argenteolateralis
Rhytiphora argenteolateralis là một loài bọ cánh cứng trong họ Cerambycidae.